# Gemmingen-Guttenberg
Gemmingen-Guttenberg ist neben Gemmingen-Hornberg eine der noch blühenden Linien der Freiherren von Gemmingen, einer weit verzweigten Adelsfamilie mit Stammsitz in Gemmingen. Stammvater der Linie ist Hans der Reiche von Gemmingen, der 1449 Burg Guttenberg am Neckar erwarb. Jene etwa 20 Kilometer vom Stammsitz in Gemmingen entfernt liegende Burg befindet sich bis heute im Besitz der Familie. Im 15. Jahrhundert teilte sich die Linie Gemmingen-Guttenberg in den 1. Ast (Gemmingen-Fürfeld) und den 2. Ast (Bonfeld-Guttenberg). Der Bonfelder Ast teilte sich unter den Söhnen von Friedrich Christoph von Gemmingen (1670–1702) in die Zweige Bonfeld-Oberschloss, Bonfeld-Unterschloss und Guttenberg, deren Grundbesitz im Kraichgau eng verknüpft blieb. Gleichwohl reichte das Wirken vieler Vertreter der Familie weit über ihren kleinteiligen Streubesitz hinaus, da sie zahlreiche hohe Militär- und Verwaltungslaufbahnen in Diensten unterschiedlicher Herrscher einschlugen oder aber die Ritterschaft an den Herrscherhöfen vertraten. Reinhard von Gemmingen (1698–1773) war badischer und brandenburg-ansbachischer Kammerpräsident, Philipp von Gemmingen († 1785) war Direktor des Ritterkantons Kraichgau und Karl Friedrich Reinhard von Gemmingen († 1822) war letzter Generaldirektor der Reichsritterschaft. Nach Aufhebung der reichsritterschaftlichen Territorien waren Angehörige der Familienlinie in der I. Kammer der Badischen Ständeversammlung vertreten. Auch über das völlige Ende der Monarchie hinaus bekleideten Abkömmlinge der Familie hohe Verwaltungsämter. Der Familienstammsitz Burg Guttenberg wurde nach dem Zweiten Weltkrieg auch touristisch erschlossen.

## Familienzweige
Gemmingen-Guttenberg
- 1. Ast (Gemmingen-Fürfeld)
  - 1. Zweig (Gemmingen)
  - 2. Zweig, (Guttenberg und Fürfeld)
    - 1. Unterzweig (Fürfeld)
      - 1. (niederländisches) Haus
      - 2. (deutsches) Haus
      - 3. (amerikanisches) Haus

    - 2. Unterzweig (Stuttgart)
- 2. Ast (Bonfeld-Guttenberg)
  - 1. Zweig (Bonfeld Oberschloss)
  - 2. Zweig (Bonfeld Unterschloss)
  - 3. Zweig (Guttenberg), † und von Bonfeld-Unterschloss besetzt

## Bekannte Namensträger
- Ludwig Eberhard von Gemmingen-Guttenberg (1750–1841), Grundherr in Bonfeld, badischer Kammerherr und Ritterrat des Ritterkantons Kraichgau
- Wilhelm Pleikart von Gemmingen-Guttenberg († 1903), badischer Oberstkammerherr
- Karl Freiherr von Gemmingen-Guttenberg (1861–1953),[1] Kammerherr, Wirklicher Staatsrat,[2] Ehrenkommendator des Johanniterordens
- Emil Otto von Gemmingen-Guttenberg (1880–1945), Ministerialdirektor beim Reichsrechnungshof
- Gustav von Gemmingen-Guttenberg (1897–1973), Ministerialdirektor beim Reichsrechnungshof
- Olga-Marie von Gemmingen-Guttenberg (1916–1990), Grundherrin zu Königsbach, Ehrenbürgerin von Pfinztal
- Gabriele von Gemmingen-Guttenberg (* 1935), deutsche Politikerin (CDU)